# Janela de Snell
A Janela de Snell é um fenômeno pelo qual um observador submerso em água vê tudo sobre a superfície através de um cone de luz de largura aproximada de 96 graus. O fenômeno é causado por refração da luz que entra na água, governada pela Lei de Snell-Descartes. A área fora da janela de Snell ou estará completamente escura ou mostrará a reflexão de objetos também submersos.

## Formação da Imagem
Devido à refração no limite ar-água, a janela de snell comprime um ângulo de 180º de visão (no qual tudo seria visível) em um de 97º debaixo d'água, o que provavelmente é a origem do termo "lente de olho de peixe". O brilho dessa imagem cai para 0 no horizonte, pois há mais luz refletida do que refratada. Por isso não se vê o que está fora d’água com clareza.